# Такер (округ, Західна Вірджинія)
Шаблон:StateAbbr_ 39°06′ пн. ш. 79°34′ зх. д. / 39.1° пн. ш. 79.57° зх. д.
Округ  Такер (англ. Tucker County) — округ (графство) у штаті  Західна Вірджинія, США. Ідентифікатор округу 54093.

## Історія
Округ утворений 1856 року.

## Демографія
За даними перепису 2000 року загальне населення округу становило 7321 осіб, усе сільське. Серед мешканців округу чоловіків було 3570, а жінок — 3751. В окрузі було 3052 домогосподарства, 2121 родин, які мешкали в 4634 будинках. Середній розмір родини становив 2,84.
Віковий розподіл населення поданий у таблиці:
| Стать    | До 15 років | 15-21 | 22-29 | 30-39 | 40-49 | 50-65 | 65-85 | Понад 85 |
| -------- | ----------- | ----- | ----- | ----- | ----- | ----- | ----- | -------- |
| Чоловіки | 604         | 343   | 282   | 517   | 533   | 720   | 531   | 40       |
| Жінки    | 624         | 280   | 282   | 507   | 545   | 770   | 612   | 131      |

## Суміжні округи
- Престон — північ
- Грант — схід
- Рендолф — південь
- Барбур — захід

## Виноски
1. ↑  U.S. Decennial Census. United States Census Bureau. Архів оригіналу за 12 травня 2015. Процитовано 11 січня 2014.
2. ↑  Historical Census Browser. University of Virginia Library. Архів оригіналу за 11 серпня 2012. Процитовано 11 січня 2014.
3. ↑  Population of Counties by Decennial Census: 1900 to 1990. United States Census Bureau. Архів оригіналу за 3 червня 2013. Процитовано 11 січня 2014.
4. ↑  Census 2000 PHC-T-4. Ranking Tables for Counties: 1990 and 2000 (PDF). United States Census Bureau. Архів оригіналу (PDF) за 18 грудня 2014. Процитовано 11 січня 2014.
5. ↑  State & County QuickFacts. United States Census Bureau. Архів оригіналу за 9 жовтня 2015. Процитовано 11 січня 2014. [Архівовано 2015-10-09 у Wayback Machine.](англ.) Наведено за англійською вікіпедією.
6. ↑  American FactFinder. Бюро перепису населення США. Архів оригіналу за 26 лютого 2012. Процитовано 31 січня 2008. [Архівовано 2008-05-21 у Wayback Machine.]

| США | Це незавершена стаття з географії США. Ви можете допомогти проєкту, виправивши або дописавши її. |